# Silvia Zennaro
Silvia Zennaro (Chioggia, 26 ottobre 1989) è una velista italiana.

## Carriera
Nel 2016 ha partecipato ai Giochi olimpici di Rio de Janeiro nel laser radial femminile, piazzandosi in ventiduesima posizione. Nel 2021 ha partecipato ai Giochi olimpici di Tokyo nel laser radial femminile, piazzandosi in settima posizione. 

## Palmarès
- Giochi del Mediterraneo:

Tarragona 2018: argento nel Laser Radial.